# Salkove
Salkove (ukrainien : Салькове, russe : Сальково) est une commune urbaine de l'oblast de Kirovohrad, en Ukraine. Elle compte 1 592 habitants en 2021.